# Stadsprijs Geraardsbergen 1958
De 27e editie van de Belgische wielerwedstrijd Stadsprijs Geraardsbergen werd verreden op 27 augustus 1958. De start en finish vonden plaats in Geraardsbergen. De winnaar was Richard Van Genechten, gevolgd door Willy Truye en Henri Van Den Bossche.

## Uitslag
| Stadsprijs Geraardsbergen 1958 |                       |                       |      |
| Plaats                         | Naam                  | Ploeg                 | Tijd |
| Winnaar                        | Richard Van Genechten | Elvé-Peugeot-Marvan   |      |
| 2                              | Willy Truye           | Mercier-BP-Hutchinson |      |
| 3                              | Henri Van Den Bossche | Groene Leeuw-Leopold  |      |

1912 · 1913 · 1914–1926 · 1927 · 1928–1932 · 1933 · 1934 · 1935 · 1936 · 1937 · 1938 · 1939 · 1940 · 1941 · 1942 · 1943 · 1944 · 1945 · 1946 · 1947 · 1948 · 1949 · 1950 · 1951 · 1952 · 1953 · 1954 · 1955 · 1956 · 1957 · 1958 · 1959 · 1960 · 1961 · 1962 · 1963 · 1964 · 1965 · 1966 · 1967 · 1968 · 1969 · 1970 · 1971 · 1972 · 1973 · 1974 · 1975 · 1976 · 1977 · 1978 · 1979 · 1980 · 1981 · 1982 · 1983 · 1984 · 1985 · 1986 · 1987 · 1988 · 1989 · 1990 · 1991 · 1992 · 1993 · 1994 · 1995 · 1996 · 1997 · 1998 · 1999 · 2000 · 2001 · 2002 · 2003 · 2004 · 2005 · 2006 · 2007 · 2008 · 2009 · 2010 · 2011 · 2012 · 2013 · 2014 · 2015 · 2016 · 2017 · 2018 · 2019 · 2020 · 2021 · 2022